# 1930 no Brasil

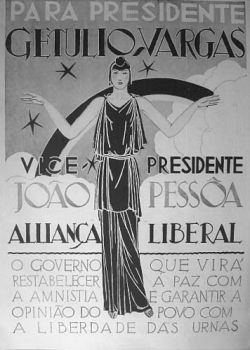
Cartaz de campanha de Getúlio Vargas para Presidente da República na eleição de 1930.

Esta é uma cronologia dos fatos acontecimentos de ano 1930 no Brasil.

## Incumbentes
- Presidente do Brasil - Washington Luís (15 de novembro de 1926 - 24 de outubro de 1930)
- Junta Governativa Provisória de 1930 (24 de outubro de 1930 - 3 de novembro de 1930)
- Presidente do Brasil - Getúlio Vargas (3 de novembro de 1930 - 29 de outubro de 1945)

## Eventos
- 1 de janeiro - Inauguração, em Baturité, da Casa dos Salesianos.[1]
- 2 de janeiro
  - Na Esplanada do Castelo, no Rio de Janeiro, Getúlio Vargas lê a sua plataforma de candidato da Aliança Liberal à presidência.[1]
  - Os jornais de Fortaleza noticiam a posse dos presidentes interinos da Associação Cearense de Imprensa (Aldo Prado) e da Fênix Caixeiral (Érico de Paiva Mota).
- 3 de janeiro - Com a peça "Malucos de Parangaba", a Companhia Brandão Sobrinho-Vicente Celestino se despede da plateia fortalezense.
- 6 de janeiro - Dom Manuel inaugura as enfermarias para tuberculosos na Santa Casa de Fortaleza, mandadas construir por Juvenal de Carvalho, cujo retrato é incorporado à galeria de benfeitores da instituição.
- 9 de janeiro - O engenheiro da Prefeitura de Fortaleza Alberto Sá apresenta ao Governo do Estado do Ceará a proposta de demolição do Hotel Avenida, situado na Rua Barão do Rio Branco com Rua Guilherme Rocha.
- 11 de janeiro
  - Na rodovia Fortaleza-Sobral são inauguradas as pontes sobre os rios Cauípe, Juá, Curu e Frio.
  - Recital, em Fortaleza, do tenor português Manuel Raposo.
- 25 de janeiro - Fundação do São Paulo Futebol Clube.
- 1º de março - É realizada a décima-segunda eleição presidencial da República dos Estados Unidos do Brasil. Júlio Prestes vence as eleições.
- 22 de maio - O dirigível alemão, Zeppelin, chega a Recife, no estado de Pernambuco.[2]
- 16 de julho - A Nossa Senhora da Conceição Aparecida é proclamada a Padroeira do Brasil, por decreto do papa Pio XI.
- 26 de julho - O candidato a vice-presidente da República, João Pessoa, é assassinado pelo seu adversário político, João Duarte Dantas, em Recife.[3]
- 3 de outubro - Getúlio Vargas, Góis Monteiro e Osvaldo Aranha iniciam os preparativos para o Revolução de 1930 contra a República Velha. Em Porto Alegre, tomada do quartel-general da 3ª Região Militar, inicia a chamada revolução.
- 4 de Outubro - Revolucionários derrubam o governo de Minas Gerais.
- 8 de Outubro - Revolucionários derrubam o governo de Pernambuco. Outros estados nordestinos caem sob o comando dos tenentes.
- 10 de Outubro - Getúlio Vargas parte de trem para o Rio de Janeiro.
- 16 de Outubro - Revolucionários derrubam o governo de Santa Catarina e Espírito Santo.
- 24 de Outubro - Presidente Washington Luís é deposto pelos seus ministros militares. É formada uma Junta Militar com intenção de entregar o poder a Vargas.
- 3 de Novembro - A Junta Militar oficializa a entrega do poder à Getúlio Vargas, tornando-o o 14° presidente do Brasil.[4]
- 18 de novembro - É assinado decreto que cria a Ordem dos Advogados do Brasil (OAB).[5]
- 24 de dezembro - Pelo Decreto Estadual n.º 7.149, o município de Nova Boipeba, na Bahia passa a se chamar de Nilo Peçanha, em homenagem ao ex-presidente Nilo Peçanha.

## Nascimentos
- 29 de março: Lima Duarte, ator.
- 19 de abril: Armando Bógus, ator (m. 1993).
- 21 de abril: Mário Covas, 55.º Governador de São Paulo (m. 2001).
- 24 de abril: José Sarney, 31° presidente do Brasil.
- 28 de junho: Itamar Franco, 33° presidente do Brasil. (m. 2011)
- 19 de setembro: Ruth Cardoso, antropóloga e ex-primeira-dama do Brasil (m. 2008).
- 12 de dezembro: Silvio Santos, apresentador de televisão e empresário. (m. 2024).

## Mortes
- 26 de julho: João Pessoa, político (n. 1878).
- 6 de outubro: João Duarte Dantas, advogado (n. 1888).
- 9 de outubro: João Suassuna, político e advogado (n. 1886).
- 25 de dezembro: Hermes Fontes, jornalista, poeta e caricaturista (n. 1888).